# Revezamento da tocha dos Jogos Olímpicos de Verão de 2016
O revezamento da Tocha dos Jogos Olímpicos de Verão de 2016 se iniciou em 21 de abril de 2016 e se encerrou em 5 de agosto do mesmo ano, no dia da cerimônia de abertura da competição. Depois de ser acesa em Olímpia, na Grécia, a tocha viajou por este país por uma semana, até chegar ao Estádio Panatenaico em Atenas, aonde foi entregue às autoridades brasileiras.
Logo após, ela foi de avião para a Suíça, onde visitou a sede do Comitê Olímpico Internacional e o Museu Olímpico, ambos em Lausanne, e a vizinha Genebra, na sede da Organização das Nações Unidas. A etapa brasileira teve início na manhã do dia 3 de maio no Palácio do Planalto, na capital Brasília, e terminou no Estádio do Maracanã, na cidade do Rio de Janeiro, ao final da cerimônia de abertura.
Ao fim do percurso, a tocha passou por 326 cidades do país. Esta é a quarta maior rota doméstica da história do revezamento da tocha olímpica.
Uma curiosidade é que no dia 3 de agosto, o prefeito da cidade do Rio de Janeiro, Eduardo Paes carregou a tocha olímpica. Com isso, ele tornou-se o primeiro político no cargo executivo a carregar a tocha na história dos Jogos olímpicos da era moderna. Pelo protocolo do COI, para não misturar excessivamente política e esporte, políticos no cargo podem apenas segurar a tocha e repassá-la, sem, no entanto, correr com ela.

## Percurso na Europa
| País        | Cidade            |
| 21 de Abril | 21 de Abril       |
| ----------- | ----------------- |
| Grécia      | Olímpia           |
| Grécia      | Pírgos            |
| Grécia      | Amaliada          |
| Grécia      | Lechaina          |
| 22 de abril |                   |
| Grécia      | Zacinto           |
| Grécia      | Patras            |
| Grécia      | Ponte Rio-Antirio |
| Grécia      | Mesolóngi         |
| Grécia      | Ástaco            |
| Grécia      | Lêucade           |
| Grécia      | Nicópolis         |
| Grécia      | Preveza           |
| 23 de abril |                   |
| Grécia      | Igumenitsa        |
| Grécia      | Corfu             |
| Grécia      | Janina            |
| Grécia      | Véria             |
| 24 de abril |                   |
| Grécia      | Salonica          |
| Grécia      | Serres            |
| Grécia      | Drama             |
| Grécia      | Cavala            |
| 25 de abril |                   |
| Grécia      | Alexandrópolis    |
| Grécia      | Comotini          |
| Grécia      | Xanti             |
| Grécia      | Caterini          |
| 26 de abril |                   |
| Grécia      | Lárissa           |
| Grécia      | Cálcis            |
| Grécia      | Maratona          |
| Grécia      | Atenas            |
| 27 de abril |                   |
| Grécia      | Atenas            |
| 28 de abril |                   |
| Grécia      | Atenas            |
| 29 de abril |                   |
| Suíça       | Lausana           |
| 30 de abril |                   |
| Suíça       | Genebra           |

## Cidades

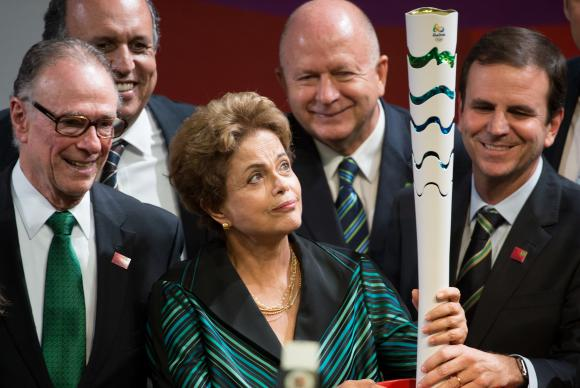
A então presidente Dilma Rousseff segurando um exemplar da Tocha Olímpica, acompanhada do presidente do COB, Carlos Arthur Nuzman (esquerda), e do prefeito do Rio de Janeiro, Eduardo Paes (direita).

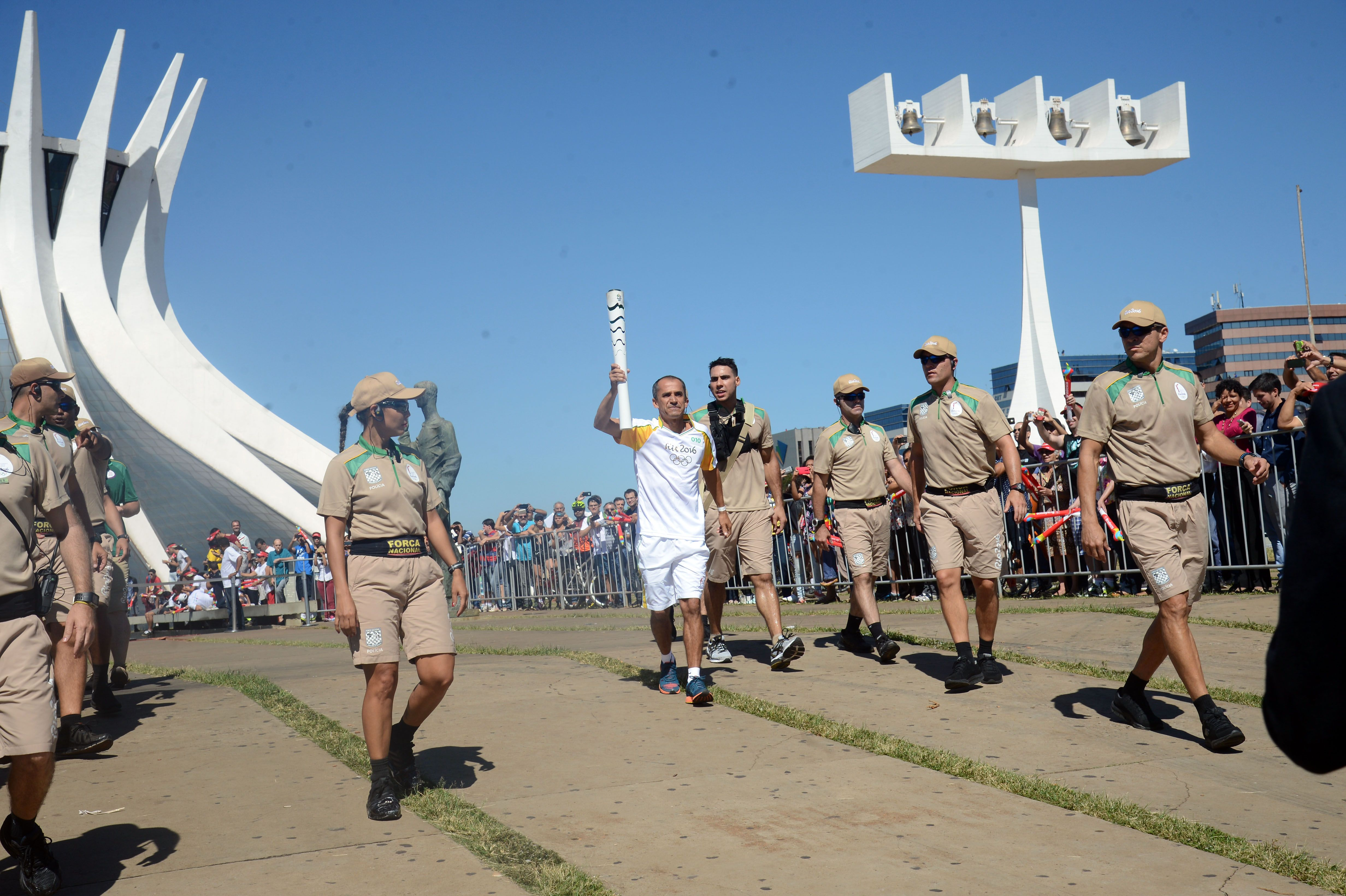
Revezamento da Tocha Olímpica em Brasília, nas mãos do ex-maratonista Vanderlei Cordeiro de Lima (3 de maio).

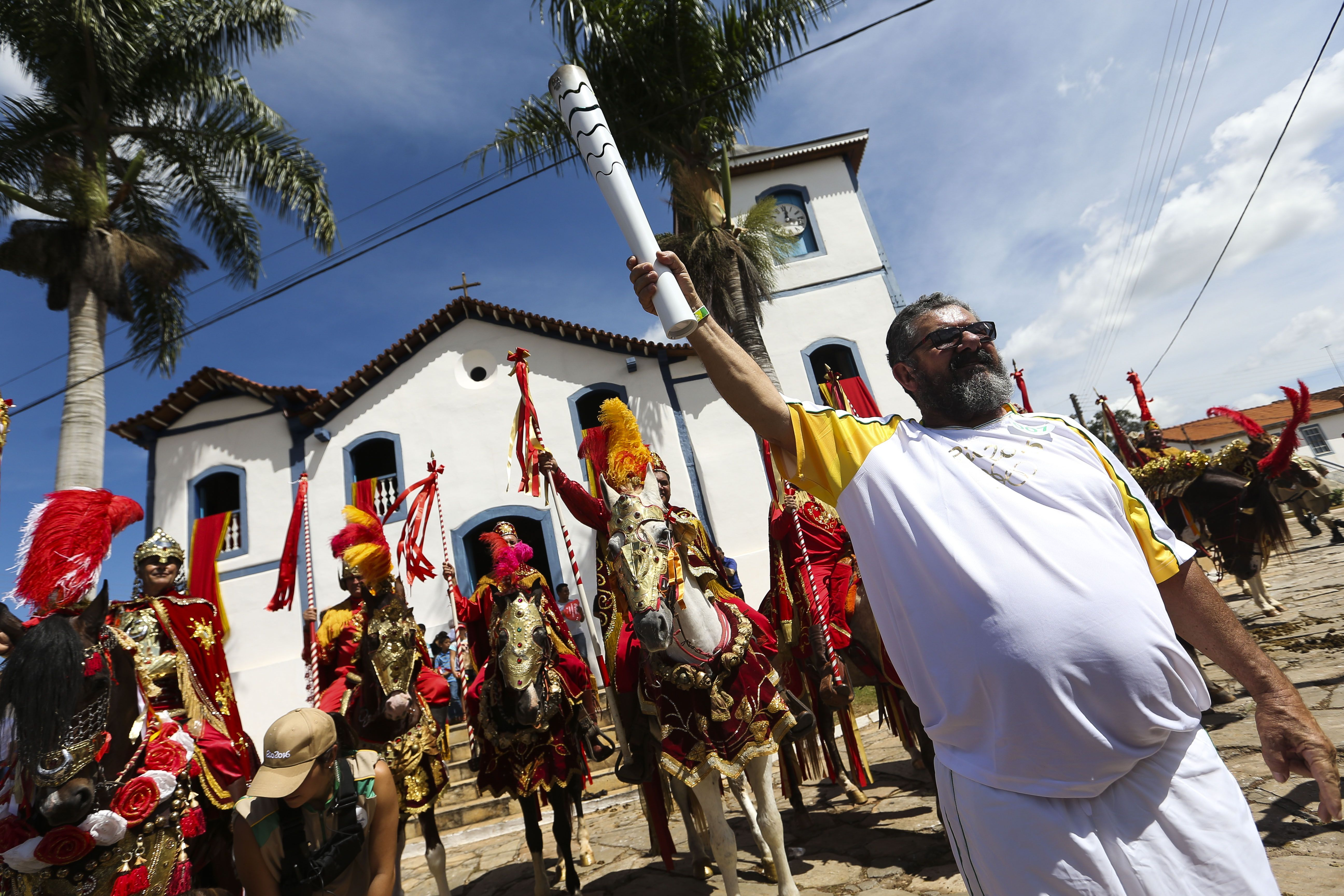
Revezamento da Tocha Olímpica em Corumbá de Goiás (4 de maio).

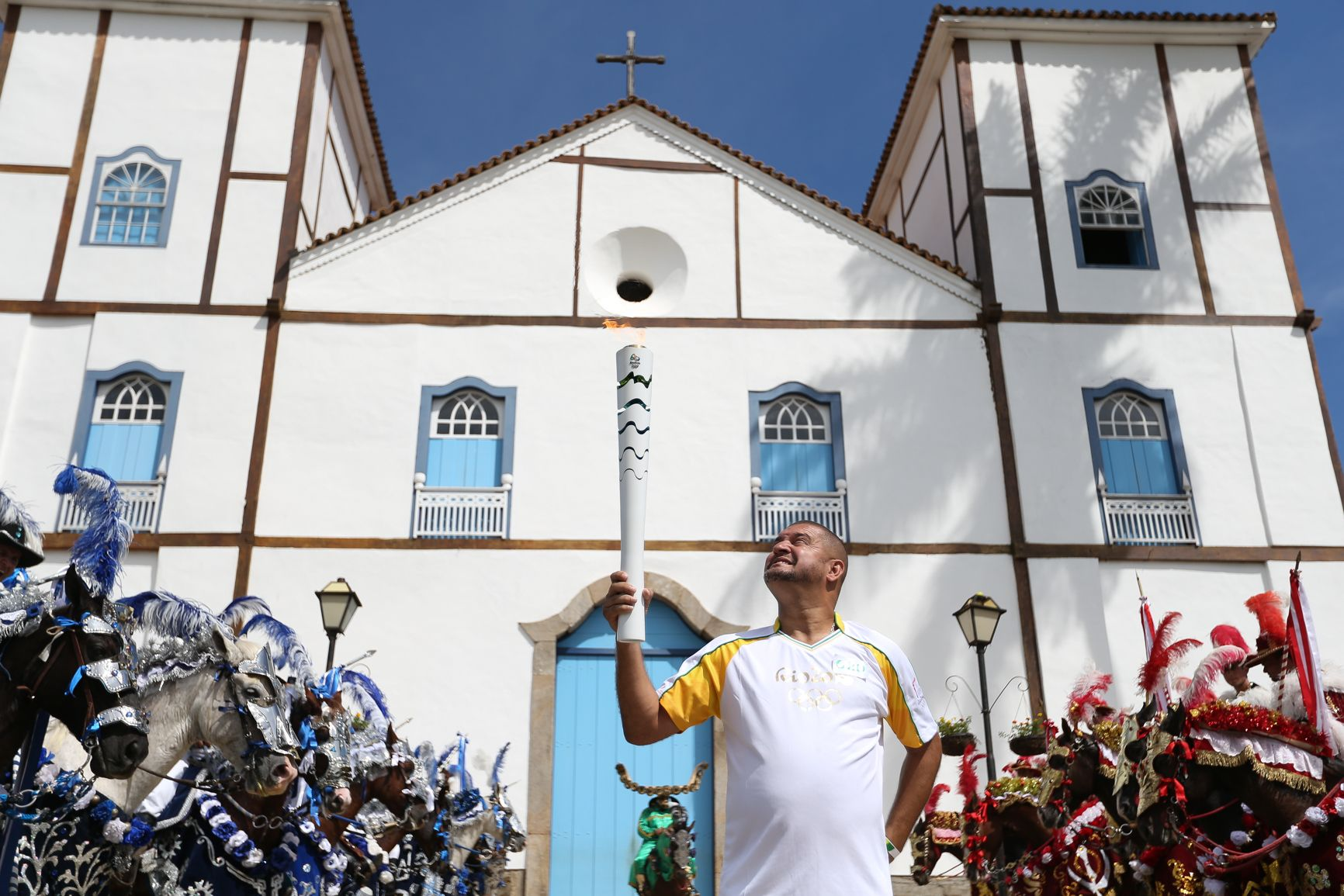
Revezamento da Tocha Olímpica em Pirenópolis, Goiás (4 de maio).

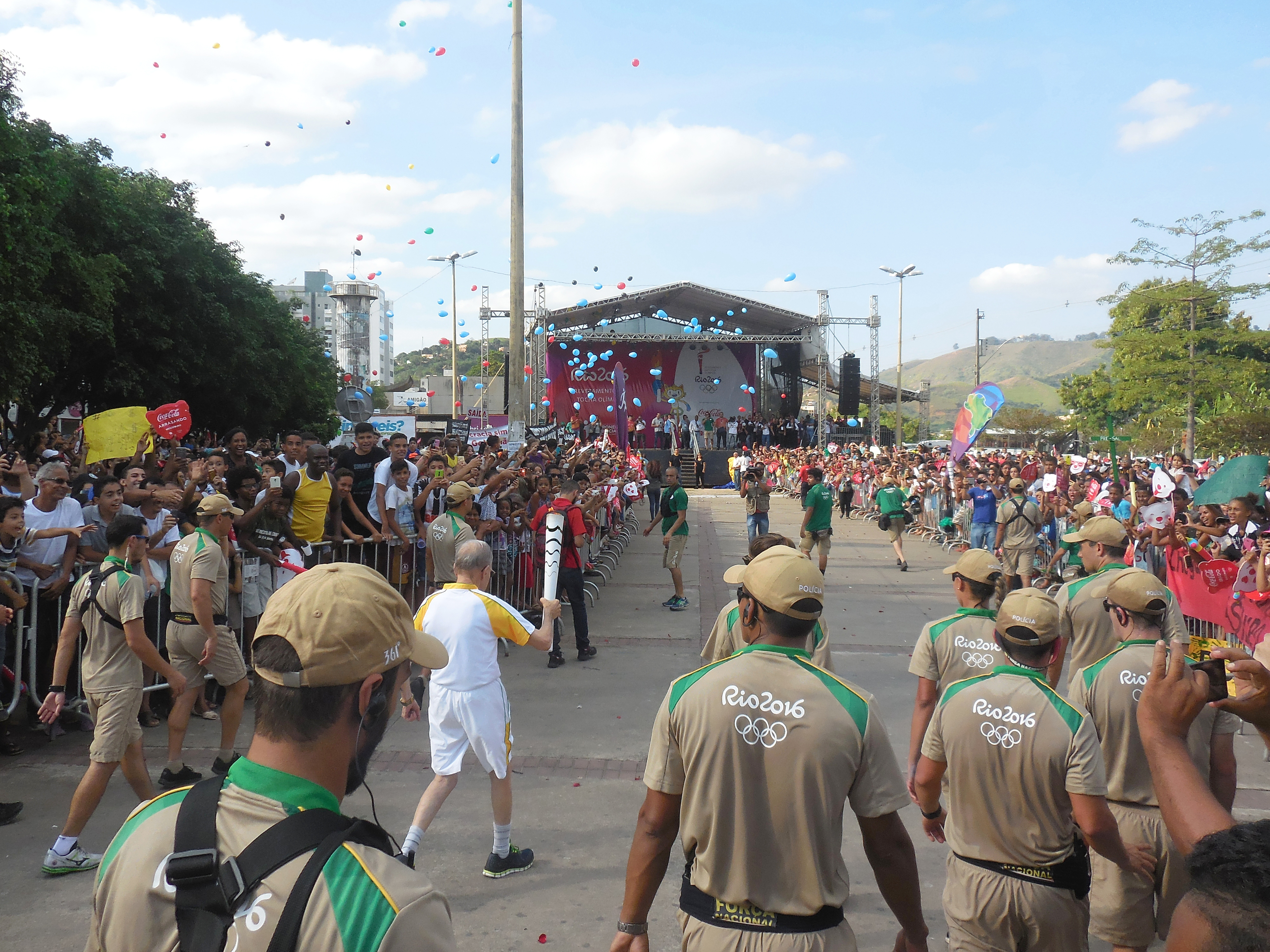
Revezamento da Tocha Olímpica em Coronel Fabriciano, Minas Gerais, nas mãos de Dom Lélis Lara (12 de maio).

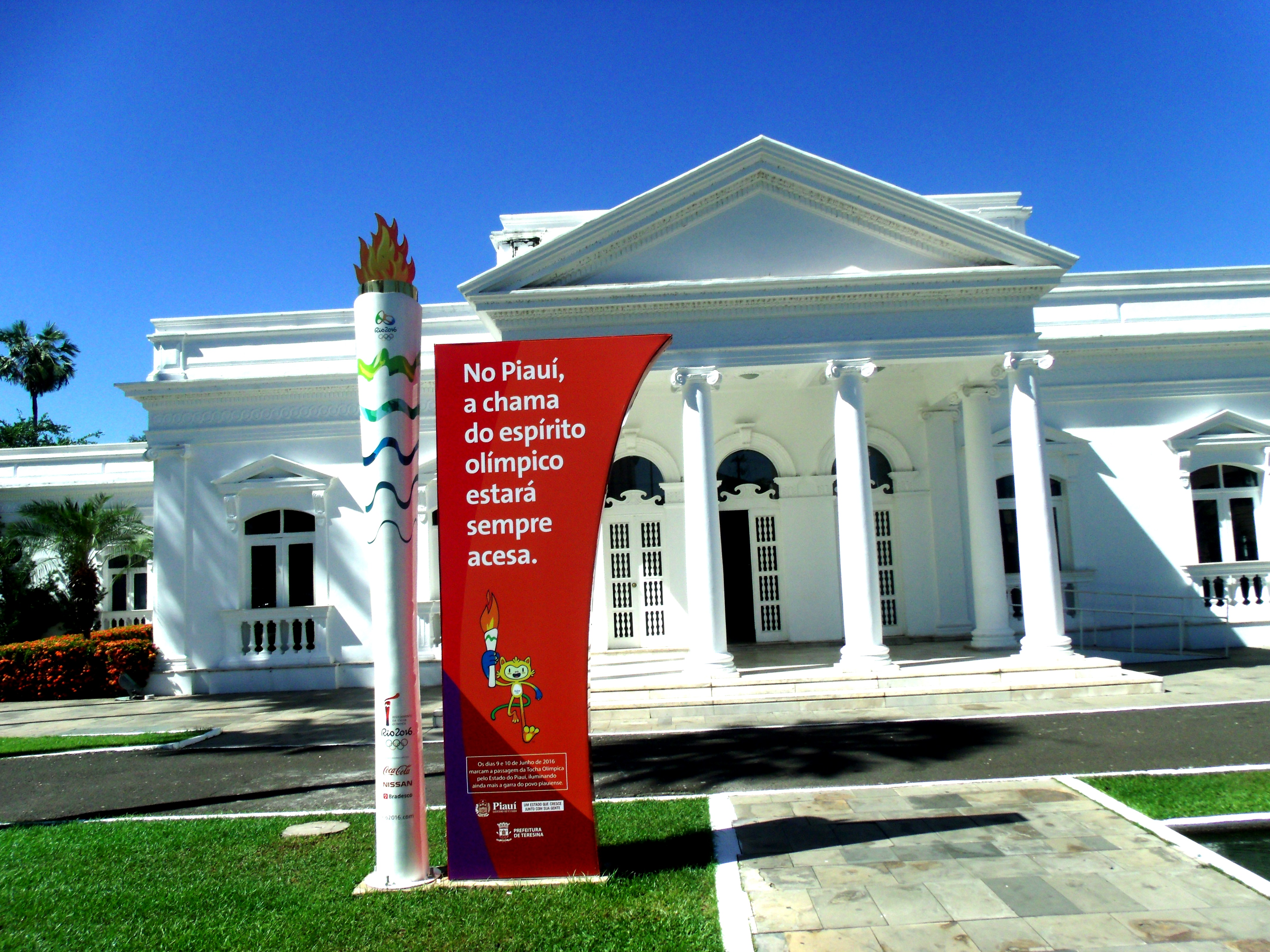
Tocha Olímpica monumentada na frontaria do Palácio de Karnak, em Teresina, sede do governo do Piauí.

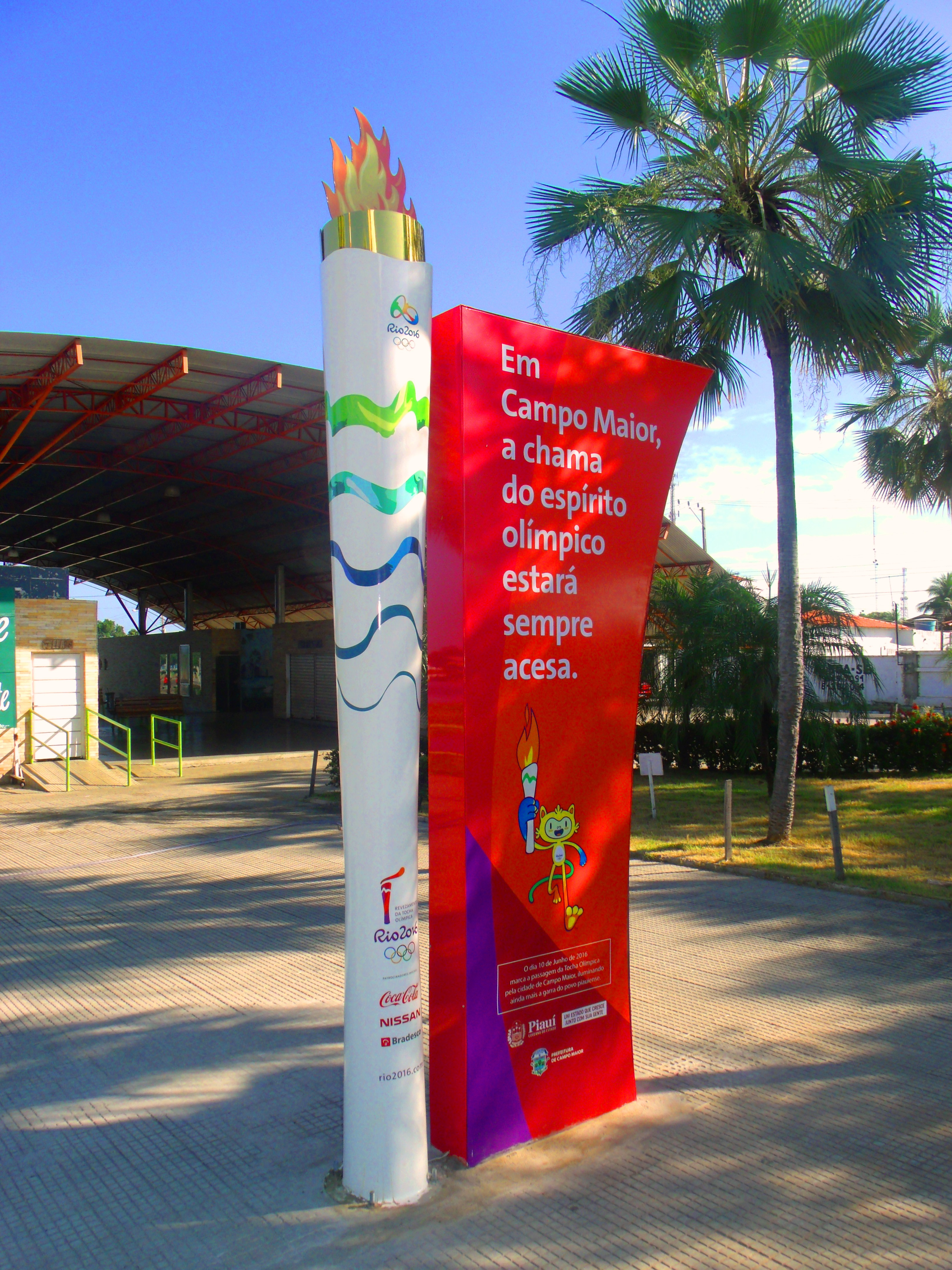
Monumento à Tocha Olímpica em Campo Maior, Piauí.

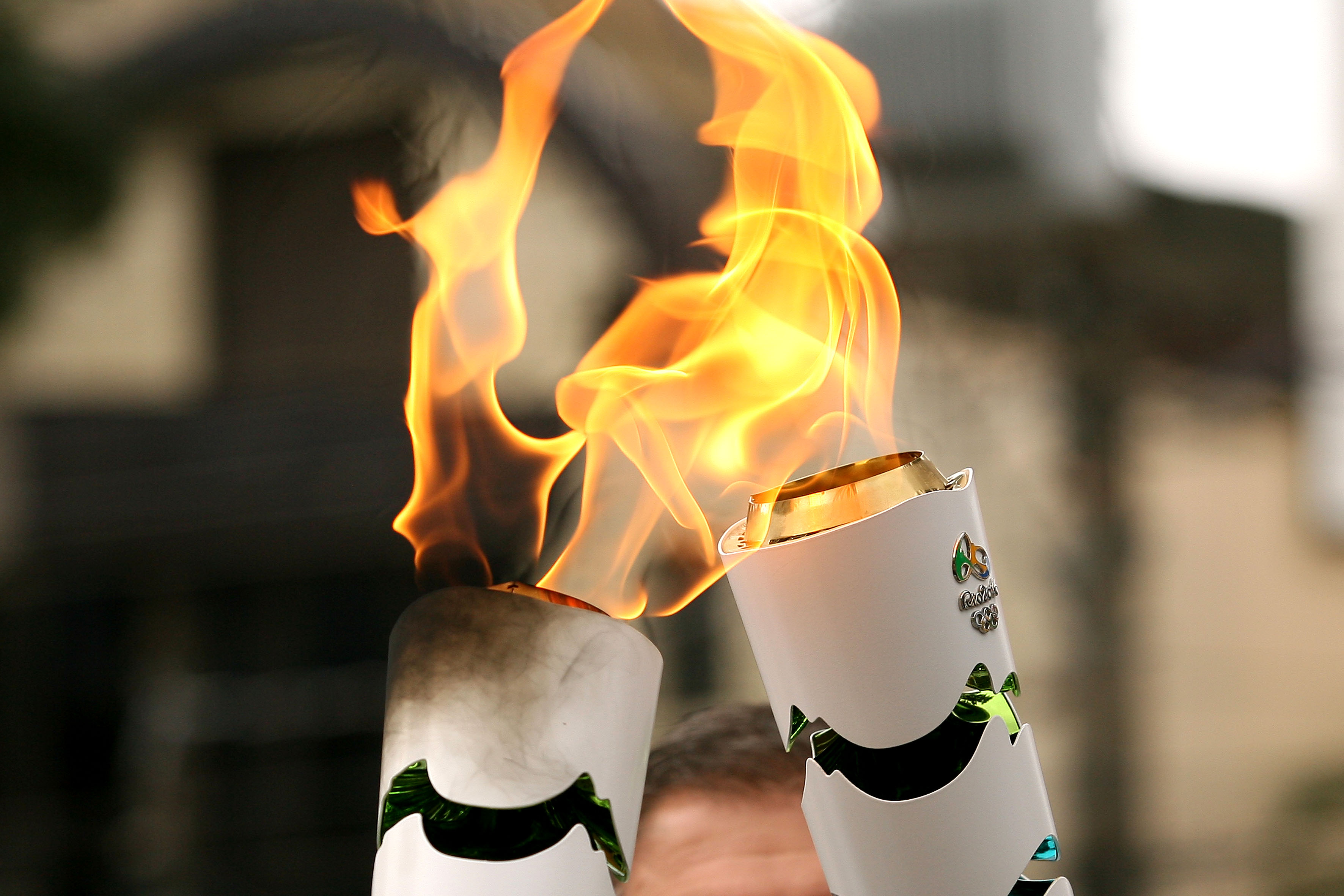
Detalhe da Tocha Olímpica quando passou pela cidade de Santos-SP (22 de julho)

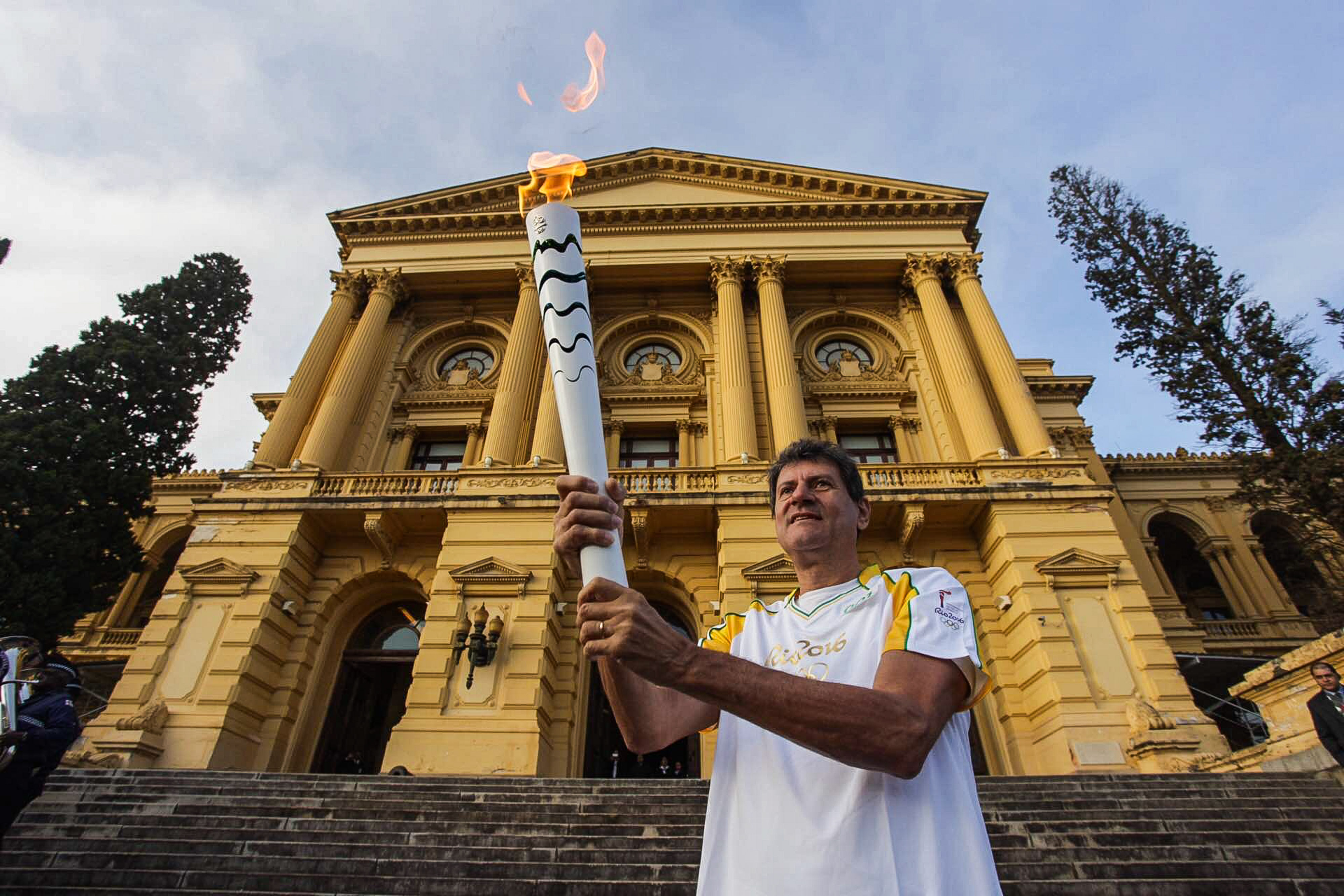
Tocha Olímpica em frente ao Museu do Ipiranga, na cidade de São Paulo (24 de julho).

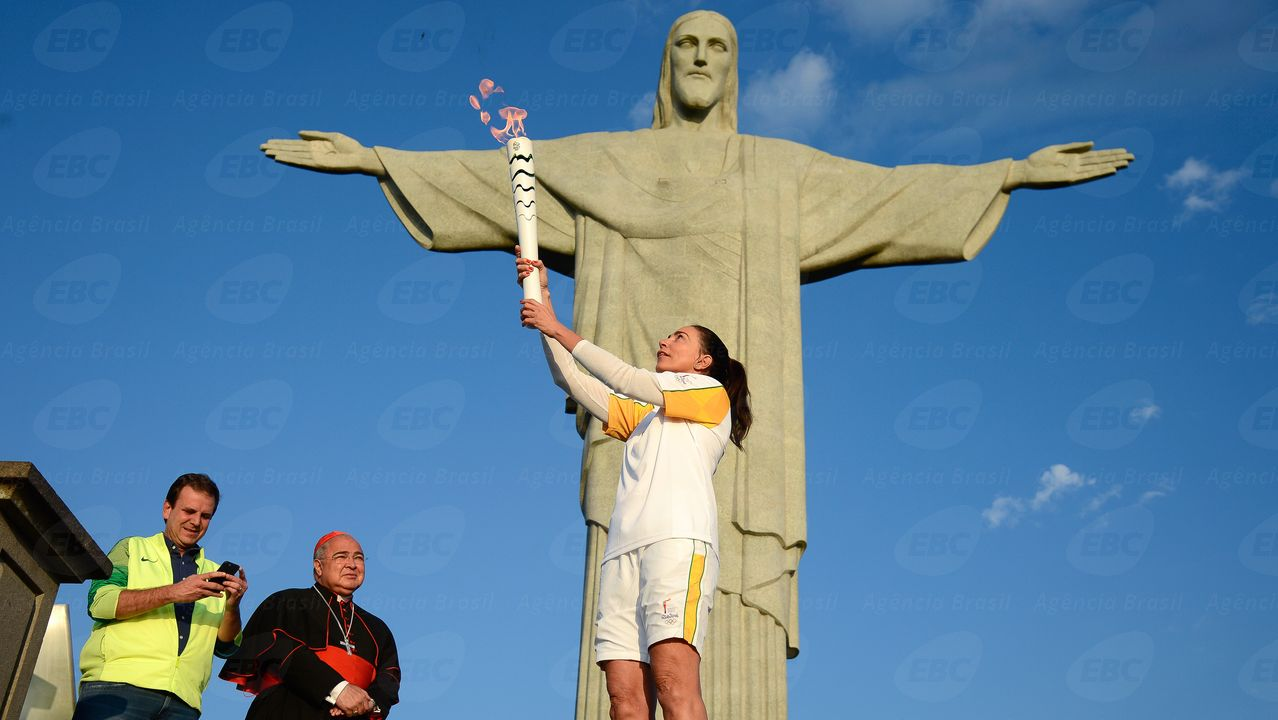
Tocha Olímpica no Cristo Redentor, na cidade do Rio de Janeiro, nas mãos da ex-voleibolista Isabel e sob a presença do cardeal arcebispo Dom Orani Tempesta (5 de agosto).

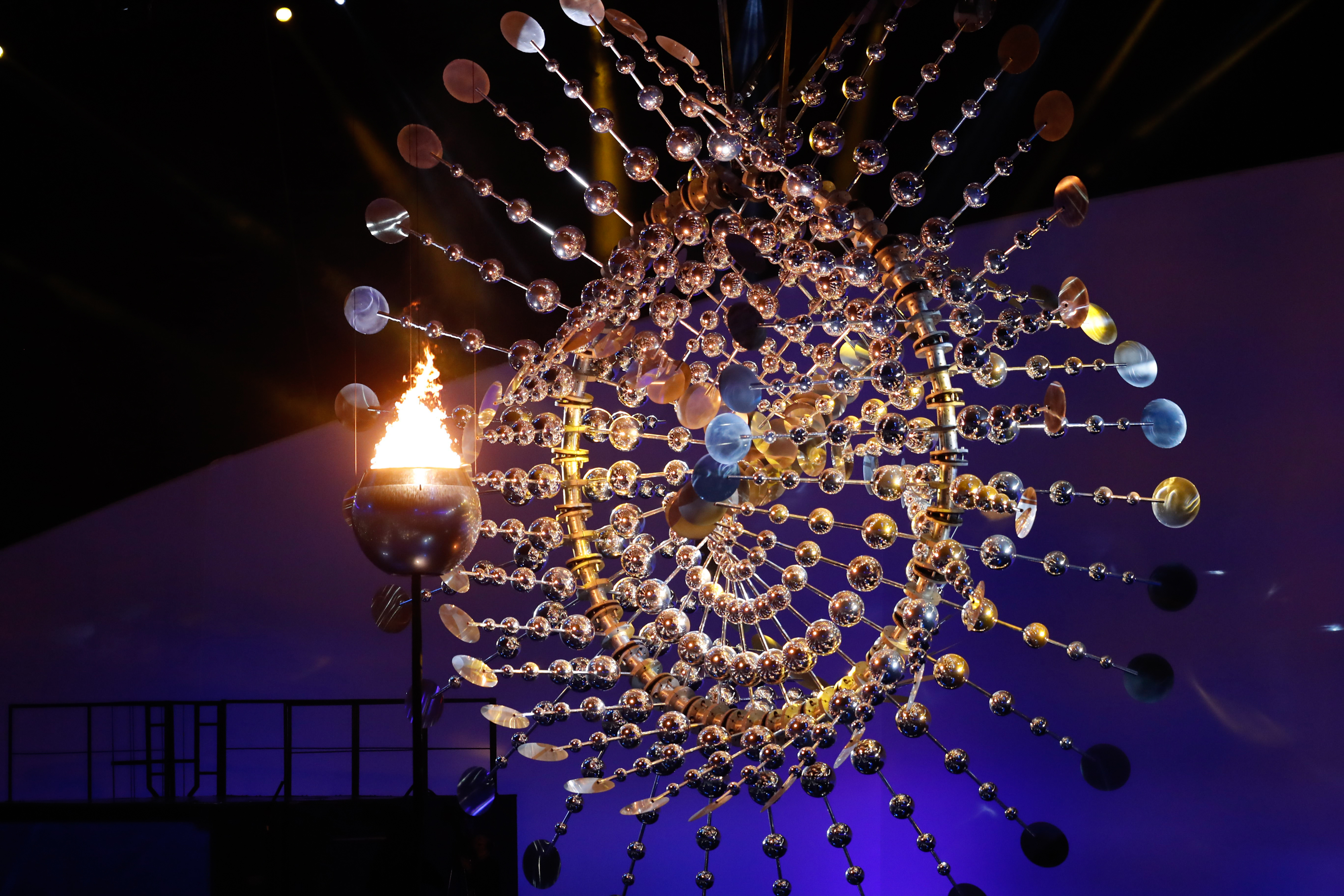
Última parada da Tocha Olímpica no Estádio do Maracanã, na cidade do Rio de Janeiro, na cerimônia de abertura dos jogos (5 de agosto).

A rota foi divulgada em fevereiro de 2016.
As cidades que estiverem marcada em negrito serão onde a tocha pernoitará.
| UF                                      | Cidade                      |
| 3 de maio                               | 3 de maio                   |
| --------------------------------------- | --------------------------- |
| Distrito Federal                        | Brasília                    |
| 4 de maio                               |                             |
| Goiás                                   | Corumbá de Goiás            |
| Goiás                                   | Pirenópolis                 |
| Goiás                                   | Anápolis                    |
| 5 de maio                               |                             |
| Goiás                                   | Itaberaí                    |
| Goiás                                   | Cidade de Goiás             |
| Goiás                                   | Inhumas                     |
| Goiás                                   | Goiânia                     |
| 6 de maio                               |                             |
| Goiás                                   | Trindade                    |
| Goiás                                   | Aparecida de Goiânia        |
| Goiás                                   | Piracanjuba                 |
| Goiás                                   | Morrinhos                   |
| Goiás                                   | Caldas Novas                |
| 7 de maio                               |                             |
| Goiás                                   | Pires do Rio                |
| Goiás                                   | Ipameri                     |
| Goiás                                   | Goiandira                   |
| Minas Gerais                            | Araguari                    |
| Minas Gerais                            | Uberlândia                  |
| 8 de maio                               |                             |
| Minas Gerais                            | Uberaba                     |
| Minas Gerais                            | Araxá                       |
| Minas Gerais                            | Serra do Salitre            |
| Minas Gerais                            | Patrocínio                  |
| Minas Gerais                            | Patos de Minas              |
| 9 de maio                               |                             |
| Minas Gerais                            | Varjão de Minas             |
| Minas Gerais                            | Pirapora                    |
| Minas Gerais                            | Montes Claros               |
| 10 de maio                              |                             |
| Minas Gerais                            | Bocaiúva                    |
| Minas Gerais                            | Couto de Magalhães de Minas |
| Minas Gerais                            | Diamantina                  |
| Minas Gerais                            | Curvelo                     |
| 11 de maio                              |                             |
| Minas Gerais                            | Datas                       |
| Minas Gerais                            | Serro                       |
| Minas Gerais                            | Guanhães                    |
| Minas Gerais                            | Governador Valadares        |
| 12 de maio                              |                             |
| Minas Gerais                            | Naque                       |
| Minas Gerais                            | Coronel Fabriciano          |
| Minas Gerais                            | Itabira                     |
| 13 de maio                              |                             |
| Minas Gerais                            | Ouro Preto                  |
| Minas Gerais                            | Itabirito                   |
| Minas Gerais                            | Brumadinho - Inhotim        |
| 14 de maio                              |                             |
| Minas Gerais                            | Betim                       |
| Minas Gerais                            | Contagem                    |
| Minas Gerais                            | Belo Horizonte              |
| 15 de maio                              |                             |
| Minas Gerais                            | São João del-Rei            |
| Minas Gerais                            | Tiradentes                  |
| Minas Gerais                            | Barbacena                   |
| Minas Gerais                            | Juiz de Fora                |
| 16 de maio                              |                             |
| Minas Gerais                            | Bicas                       |
| Minas Gerais                            | Leopoldina                  |
| Minas Gerais                            | Muriaé                      |
| Rio de Janeiro                          | Itaperuna                   |
| Rio de Janeiro                          | Bom Jesus do Itabapoana     |
| Espírito Santo                          | Cachoeiro de Itapemirim     |
| 17 de maio                              |                             |
| Espírito Santo                          | Guarapari                   |
| Espírito Santo                          | Vila Velha                  |
| Espírito Santo                          | Vitória                     |
| 18 de maio                              |                             |
| Espírito Santo                          | Serra                       |
| Espírito Santo                          | Aracruz                     |
| Espírito Santo                          | Colatina                    |
| Espírito Santo                          | Linhares                    |
| Espírito Santo                          | São Mateus                  |
| 19 de maio                              |                             |
| Bahia                                   | Teixeira de Freitas         |
| Bahia                                   | Itamaraju                   |
| Bahia                                   | Santa Cruz Cabrália         |
| Bahia                                   | Porto Seguro                |
| 20 de maio                              |                             |
| Bahia                                   | Eunápolis                   |
| Bahia                                   | Itapetinga                  |
| Bahia                                   | Vitória da Conquista        |
| 21 de maio                              |                             |
| Bahia                                   | Itambé                      |
| Bahia                                   | Floresta Azul               |
| Bahia                                   | Ibicaraí                    |
| Bahia                                   | Itabuna                     |
| Bahia                                   | Ilhéus                      |
| 22 de maio                              |                             |
| Bahia                                   | Itacaré                     |
| Bahia                                   | Camamu                      |
| Bahia                                   | Ituberá                     |
| Bahia                                   | Cairu                       |
| Bahia                                   | Morro de São Paulo          |
| Bahia                                   | Valença                     |
| 23 de maio                              |                             |
| Bahia                                   | Lençóis                     |
| Bahia                                   | Chapada Diamantina          |
| 24 de maio                              |                             |
| Bahia                                   | Salvador                    |
| 25 de maio                              |                             |
| Bahia                                   | Feira de Santana            |
| Bahia                                   | Riachão do Jacuípe          |
| Bahia                                   | Capim Grosso                |
| Bahia                                   | Senhor do Bonfim            |
| 26 de maio                              |                             |
| Bahia                                   | Jaguarari                   |
| Bahia                                   | Juazeiro                    |
| Bahia                                   | Sobradinho                  |
| Pernambuco                              | Petrolina                   |
| 27 de maio                              |                             |
| Pernambuco                              | Lagoa Grande                |
| Pernambuco                              | Santa Maria da Boa Vista    |
| Pernambuco                              | Orocó                       |
| Pernambuco                              | Cabrobó                     |
| Bahia                                   | Paulo Afonso                |
| 28 de maio                              |                             |
| Sergipe                                 | Canindé de São Francisco    |
| Sergipe                                 | Poço Redondo                |
| Sergipe                                 | Nossa Senhora da Glória     |
| Sergipe                                 | Nossa Senhora das Dores     |
| Sergipe                                 | Aracaju                     |
| 29 de maio                              |                             |
| Sergipe                                 | Propriá                     |
| Alagoas                                 | São Sebastião               |
| Alagoas                                 | Arapiraca                   |
| Alagoas                                 | São Miguel dos Campos       |
| Alagoas                                 | Maceió                      |
| 30 de maio                              |                             |
| Alagoas                                 | Murici                      |
| Alagoas                                 | União dos Palmares          |
| Alagoas                                 | Serra da Barriga            |
| Pernambuco                              | Garanhuns                   |
| Pernambuco                              | Lajedo                      |
| Pernambuco                              | Caruaru                     |
| 31 de maio                              |                             |
| Pernambuco                              | Gravatá                     |
| Pernambuco                              | Jaboatão dos Guararapes     |
| Pernambuco                              | Recife                      |
| 1 de junho                              |                             |
| Pernambuco                              | Ipojuca                     |
| Pernambuco                              | Porto de Galinhas           |
| 2 de junho                              |                             |
| Pernambuco                              | Olinda                      |
| Pernambuco                              | Igarassu                    |
| Pernambuco                              | Goiana                      |
| Paraíba                                 | Pedras de Fogo              |
| Paraíba                                 | Itabaiana                   |
| Paraíba                                 | Campina Grande              |
| 3 de junho                              |                             |
| Paraíba                                 | Guarabira                   |
| Paraíba                                 | Sapé                        |
| Paraíba                                 | João Pessoa                 |
| 4 de junho                              |                             |
| Paraíba                                 | Mamanguape                  |
| Rio Grande do Norte                     | São José de Mipibu          |
| Rio Grande do Norte                     | Parnamirim                  |
| Rio Grande do Norte                     | Natal                       |
| 5 de junho                              |                             |
| Pernambuco                              | Fernando de Noronha         |
| 6 de junho                              |                             |
| Rio Grande do Norte                     | Lajes                       |
| Rio Grande do Norte                     | Angicos                     |
| Rio Grande do Norte                     | Assu                        |
| Rio Grande do Norte                     | Mossoró                     |
| 7 de junho                              |                             |
| Ceará                                   | Aracati                     |
| Ceará                                   | Aquiraz                     |
| Ceará                                   | Fortaleza                   |
| 8 de junho                              |                             |
| Ceará                                   | Caucaia                     |
| Ceará                                   | Itapajé                     |
| Ceará                                   | Irauçuba                    |
| Ceará                                   | Forquilha                   |
| Ceará                                   | Sobral                      |
| 9 de junho                              |                             |
| Ceará                                   | Massapê                     |
| Ceará                                   | Granja                      |
| Ceará                                   | Camocim                     |
| Ceará                                   | Barroquinha                 |
| Piauí                                   | Delta do Parnaíba           |
| Piauí                                   | Parnaíba                    |
| 10 de junho                             |                             |
| Piauí                                   | São Raimundo Nonato         |
| Piauí                                   | Piripiri                    |
| Piauí                                   | Campo Maior                 |
| Piauí                                   | Altos                       |
| Piauí                                   | Teresina                    |
| 11 de junho                             |                             |
| Tocantins                               | Palmas                      |
| 12 de junho                             |                             |
| Maranhão                                | São Luís                    |
| 13 de junho                             |                             |
| Maranhão                                | Lençóis Maranhenses         |
| 14 de junho                             |                             |
| Maranhão                                | Imperatriz                  |
| 15 de junho                             |                             |
| Pará                                    | Belém                       |
| 16 de junho                             |                             |
| Amapá                                   | Macapá                      |
| 17 de junho                             |                             |
| Pará                                    | Santarém                    |
| 18 de junho                             |                             |
| Roraima                                 | Boa Vista                   |
| 19 de junho                             |                             |
| Amazonas                                | Manaus                      |
| 20 de junho                             |                             |
| Amazonas                                | Iranduba                    |
| Amazonas                                | Presidente Figueiredo       |
| 21 de junho                             |                             |
| Acre                                    | Rio Branco                  |
| 22 de junho                             |                             |
| Rondônia                                | Porto Velho                 |
| 23 de junho                             |                             |
| Mato Grosso                             | Várzea Grande               |
| Mato Grosso                             | Cuiabá                      |
| 24 de junho                             |                             |
| Mato Grosso                             | Pantanal                    |
| Mato Grosso                             | Nobres                      |
| 25 de junho                             |                             |
| Mato Grosso do Sul                      | Campo Grande                |
| 26 de junho                             |                             |
| Mato Grosso do Sul                      | Sidrolândia                 |
| Mato Grosso do Sul                      | Maracaju                    |
| Mato Grosso do Sul                      | Rio Brilhante               |
| Mato Grosso do Sul                      | Itaporã                     |
| Mato Grosso do Sul                      | Dourados                    |
| 27 de junho                             |                             |
| Mato Grosso do Sul                      | Nova Andradina              |
| Mato Grosso do Sul                      | Bataguassu                  |
| São Paulo                               | Presidente Prudente         |
| 28 de junho                             |                             |
| São Paulo                               | Paraguaçu Paulista          |
| São Paulo                               | Marília                     |
| São Paulo                               | Assis                       |
| Paraná                                  | Londrina                    |
| 29 de junho                             |                             |
| Paraná                                  | Arapongas                   |
| Paraná                                  | Maringá                     |
| Paraná                                  | Campo Mourão                |
| Paraná                                  | Cascavel                    |
| 30 de junho                             |                             |
| Paraná                                  | Matelândia                  |
| Paraná                                  | Medianeira                  |
| Paraná                                  | São Miguel do Iguaçu        |
| Paraná                                  | Santa Terezinha de Itaipu   |
| Paraná                                  | Foz do Iguaçu               |
| 1 de julho                              |                             |
| O revezamento continua em Foz do Iguaçu |                             |
| 2 de julho                              |                             |
| Paraná                                  | Céu Azul                    |
| Paraná                                  | Santa Tereza do Oeste       |
| Paraná                                  | Realeza                     |
| Paraná                                  | Francisco Beltrão           |
| Paraná                                  | Pato Branco                 |
| 3 de julho                              |                             |
| Santa Catarina                          | São Lourenço do Oeste       |
| Santa Catarina                          | Chapecó                     |
| Santa Catarina                          | Concórdia                   |
| Rio Grande do Sul                       | Erechim                     |
| Rio Grande do Sul                       | Passo Fundo                 |
| 4 de julho                              |                             |
| Rio Grande do Sul                       | São Miguel das Missões      |
| Rio Grande do Sul                       | Santo Ângelo                |
| Rio Grande do Sul                       | Ijuí                        |
| Rio Grande do Sul                       | Cruz Alta                   |
| 5 de julho                              |                             |
| Rio Grande do Sul                       | Encantado                   |
| Rio Grande do Sul                       | Lajeado                     |
| Rio Grande do Sul                       | Santa Cruz do Sul           |
| Rio Grande do Sul                       | Santa Maria                 |
| 6 de julho                              |                             |
| Rio Grande do Sul                       | São Sepé                    |
| Rio Grande do Sul                       | Caçapava do Sul             |
| Rio Grande do Sul                       | Canguçu                     |
| Rio Grande do Sul                       | Rio Grande                  |
| Rio Grande do Sul                       | Pelotas                     |
| 7 de julho                              |                             |
| Rio Grande do Sul                       | São Lourenço do Sul         |
| Rio Grande do Sul                       | Camaquã                     |
| Rio Grande do Sul                       | Guaíba                      |
| Rio Grande do Sul                       | Porto Alegre                |
| 8 de julho                              |                             |
| Rio Grande do Sul                       | Canoas                      |
| Rio Grande do Sul                       | Esteio                      |
| Rio Grande do Sul                       | Novo Hamburgo               |
| Rio Grande do Sul                       | Gramado                     |
| Rio Grande do Sul                       | Canela                      |
| Rio Grande do Sul                       | Nova Petrópolis             |
| Rio Grande do Sul                       | Caxias do Sul               |
| 9 de julho                              |                             |
| Rio Grande do Sul                       | Bento Gonçalves             |
| Rio Grande do Sul                       | Torres                      |
| Santa Catarina                          | Sombrio                     |
| Santa Catarina                          | Araranguá                   |
| Santa Catarina                          | Criciúma                    |
| 10 de julho                             |                             |
| Santa Catarina                          | Tubarão                     |
| Santa Catarina                          | Laguna                      |
| Santa Catarina                          | Palhoça                     |
| Santa Catarina                          | São José                    |
| Santa Catarina                          | Florianópolis               |
| 11 de julho                             |                             |
| O revezamento continua em Florianópolis |                             |
| 12 de julho                             |                             |
| Santa Catarina                          | Biguaçu                     |
| Santa Catarina                          | Balneário Camboriú          |
| Santa Catarina                          | Itajaí                      |
| Santa Catarina                          | Ilhota                      |
| Santa Catarina                          | Gaspar                      |
| Santa Catarina                          | Brusque                     |
| Santa Catarina                          | Blumenau                    |
| 13 de julho                             |                             |
| Santa Catarina                          | Massaranduba                |
| Santa Catarina                          | Jaraguá do Sul              |
| Santa Catarina                          | São Francisco do Sul        |
| Santa Catarina                          | Joinville                   |
| 14 de julho                             |                             |
| Paraná                                  | São José dos Pinhais        |
| Paraná                                  | Curitiba                    |
| 15 de julho                             |                             |
| Paraná                                  | Fazenda Rio Grande          |
| Paraná                                  | Araucária                   |
| Paraná                                  | Campo Largo                 |
| Paraná                                  | Ponta Grossa                |
| 16 de julho                             |                             |
| Paraná                                  | Castro                      |
| São Paulo                               | Itararé                     |
| São Paulo                               | Itapeva                     |
| São Paulo                               | Capão Bonito                |
| São Paulo                               | Itapetininga                |
| 17 de julho                             |                             |
| São Paulo                               | Sorocaba                    |
| São Paulo                               | Tatuí                       |
| São Paulo                               | Botucatu                    |
| São Paulo                               | Lençóis Paulista            |
| São Paulo                               | Bauru                       |
| 18 de julho                             |                             |
| São Paulo                               | Jaú                         |
| São Paulo                               | Araraquara                  |
| São Paulo                               | São Carlos                  |
| São Paulo                               | Ribeirão Preto              |
| 19 de julho                             |                             |
| São Paulo                               | Sertãozinho                 |
| São Paulo                               | Jaboticabal                 |
| São Paulo                               | Bebedouro                   |
| São Paulo                               | Barretos                    |
| São Paulo                               | Franca                      |
| 20 de julho                             |                             |
| São Paulo                               | Rio Claro                   |
| São Paulo                               | Limeira                     |
| São Paulo                               | Americana                   |
| São Paulo                               | Campinas                    |
| 21 de julho                             |                             |
| São Paulo                               | Indaiatuba                  |
| São Paulo                               | Itu                         |
| São Paulo                               | Jundiaí                     |
| São Paulo                               | Osasco                      |
| 22 de julho                             |                             |
| São Paulo                               | Praia Grande                |
| São Paulo                               | São Vicente                 |
| São Paulo                               | Guarujá                     |
| São Paulo                               | Santos                      |
| 23 de julho                             |                             |
| São Paulo                               | Guarulhos                   |
| São Paulo                               | São Caetano do Sul          |
| São Paulo                               | Santo André                 |
| São Paulo                               | São Bernardo do Campo       |
| 24 de julho                             |                             |
| São Paulo                               | São Paulo                   |
| 25 de julho                             |                             |
| O revezamento continua em São Paulo     |                             |
| 26 de julho                             |                             |
| São Paulo                               | Suzano                      |
| São Paulo                               | Mogi das Cruzes             |
| São Paulo                               | Jacareí                     |
| São Paulo                               | São José dos Campos         |
| 27 de julho                             |                             |
| São Paulo                               | Taubaté                     |
| São Paulo                               | São Luiz do Paraitinga      |
| São Paulo                               | Ubatuba                     |
| Rio de Janeiro                          | Paraty                      |
| Rio de Janeiro                          | Angra dos Reis              |
| 28 de julho                             |                             |
| Rio de Janeiro                          | Rio Claro                   |
| Rio de Janeiro                          | Resende                     |
| Rio de Janeiro                          | Barra Mansa                 |
| Rio de Janeiro                          | Volta Redonda               |
| 29 de julho                             |                             |
| Rio de Janeiro                          | Piraí                       |
| Rio de Janeiro                          | Barra do Piraí              |
| Rio de Janeiro                          | Vassouras                   |
| Rio de Janeiro                          | Paraíba do Sul              |
| Rio de Janeiro                          | Três Rios                   |
| Rio de Janeiro                          | Petrópolis                  |
| 30 de julho                             |                             |
| Rio de Janeiro                          | Teresópolis                 |
| Rio de Janeiro                          | Guapimirim                  |
| Rio de Janeiro                          | Cachoeiras de Macacu        |
| Rio de Janeiro                          | Nova Friburgo               |
| 31 de julho                             |                             |
| Rio de Janeiro                          | Cordeiro                    |
| Rio de Janeiro                          | Itaocara                    |
| Rio de Janeiro                          | São Fidélis                 |
| Rio de Janeiro                          | Campos dos Goytacazes       |
| Rio de Janeiro                          | Conceição de Macabu         |
| Rio de Janeiro                          | Macaé                       |
| 1 de agosto                             |                             |
| Rio de Janeiro                          | Rio das Ostras              |
| Rio de Janeiro                          | Armação dos Búzios          |
| Rio de Janeiro                          | São Pedro da Aldeia         |
| Rio de Janeiro                          | Iguaba Grande               |
| Rio de Janeiro                          | Araruama                    |
| Rio de Janeiro                          | Arraial do Cabo             |
| Rio de Janeiro                          | Cabo Frio                   |
| 2 de agosto                             |                             |
| Rio de Janeiro                          | Saquarema                   |
| Rio de Janeiro                          | Rio Bonito                  |
| Rio de Janeiro                          | Tanguá                      |
| Rio de Janeiro                          | Itaboraí                    |
| Rio de Janeiro                          | São Gonçalo                 |
| Rio de Janeiro                          | Niterói                     |
| 3 de agosto                             |                             |
| Rio de Janeiro                          | Rio de Janeiro              |
| Rio de Janeiro                          | Duque de Caxias             |
| Rio de Janeiro                          | São João de Meriti          |
| Rio de Janeiro                          | Nilópolis                   |
| Rio de Janeiro                          | Belford Roxo                |
| Rio de Janeiro                          | Nova Iguaçu                 |
| 4 de agosto                             |                             |
| Rio de Janeiro                          | Rio de Janeiro              |
| 5 de agosto                             |                             |
| Rio de Janeiro                          | Maracanã                    |